# Giovannini Kornél
Giovannini Kornél (Budapest, 1940. augusztus 2. –) magyar bábművész, színész, rendező, bábtervező, író.

## Életpályája
„Őseim ladin nyelven beszéltek, ez amúgy a legkisebb svájci–olasz nyelvjárás. Az 1800-as évek elején jöttek Magyarországra a folytonos munka reményében. Tudomásom szerint meg is lelték, aztán elmagyarosodtak; édesapám kitûnő gyógyszerész volt, több szakmájába vágó könyve jelent meg…A Ferencvárosban nőttem fel…az Eötvös Gimnáziumba jártam… két esztendeig néhai miniszterelnökünk, Antall József tanított… Egy ideig a pantomimmal kacérkodtam, Gera Zoltánnal, László Bencsik Sándorral, Sándor Györggyel együtt tettem az első lépéseket. S mivel élnem is kellett valamiből, kerámiák készítéséből teremtettem elő a betevőt. A bábbal az első kapcsolatom a díszletmunkásság volt az akkori Bábszínházban, a hatvanas évek elején. Vonzott valami ehhez a műfajhoz…”

– Giovannini Kornél

Édesapja Giovannini Rudolf gyógyszerész, gyógynövény-szakember, édesanyja: Kozelniczky Ilona. Érettségije után az Egyetemi Színpadon, 1958-ban pantomimesként kezdte. Keramikusként dolgozott, és 1973-tól került kapcsolatba debreceni bábosokkal. Itt, előbb a Ludas Matyi Bábszínházban dolgozott, majd alapító tagja és később művészeti vezetője is lett a debreceni Vojtina Bábszínháznak. 1981-től a Pécsi Nemzeti Színházból hivatásos társulattá szerveződő Bóbita Bábszínháznak első rendezője volt. A Színművészeti Főiskola Bábszínészképzőjén 1983-ban kapott diplomát, és attól az évtől az Állami Bábszínház társulatához szerződött. 1992-től új név alatt működik a színház, azóta a Budapest Bábszínház művésze, nyugdíjasként 2010-ig még vállalt fellépéseket. Rendezőként dolgozott Győrben is a Vaskakas Bábszínházban. Számos írása, könyve jelent meg, melyek közül többet saját maga illusztrált: festményeivel, rajzaival, verseivel. Folyamatosan jelennek meg bábos kultúrtörténeti kötetei. Bábtervezőként természetes anyagokból (kőből, fából, agyagból) készíti bábfiguráit többek között Budapesten, Győrben, Pécsen és Szombathelyen is voltak kiállításai.

## Fontosabb szerepeiből
- Grimm fivérek – Károlyi Amy: Hófehérke és hét törpe... Bendő törpe
- Alekszej Konsztantyinovics Tolsztoj – Jékely Zoltán: Fajankó kalandjai... Pierrot; Kandúr
- James Matthew Barrie – Balogh Géza – Tótfalusi István: Pán Péter... Darling papa
- L. Frank Baum: Óz, a nagy varázsló... Porcelán fiú; Mumpic fiú; Henrik bácsi
- Jean Bodel: Szent Miklós csodája... Meszely, tolvaj; Orkánia emírje
- Carlo Gozzi: A szarvaskirály... Udvarmester
- E. T. A. Hoffmann – Szilágyi Dezső – Pjotr Iljics Csajkovszkij: Diótörő... Drosselmeyer nagybácsi
- Nyina Vlagyimirovna Gernet – Bánd Anna – Devecseri Gábor: Aladdin csodalámpája... Vezír
- Jonathan Swift – Kardos G. György: Gulliver Liliputban... Botaboláb
- Jonathan Swift – Jékely Zoltán: Gulliver az óriások földjén... Főajtónálló; Ülnök
- Örsi Ferenc: A Tenkes fia... Generális; Trinkes
- Fehér Klára: Kaland a Tigris bolygón... Riporter
- Bálint Ágnes: Az elvarázsolt egérkisasszony... Surranó
- Gáli József – Arany János: Rózsa és Ibolya... Öreg király; Első kérő
- Urbán Gyula: Két kicsi pingvin... Rosszmáj Rozmár; Hangyász Hugó; Hiú Hiéna
- Giovannini Kornél – Kormos István: Vackor mackó... Játszótárs
- Jankovics Marcell: Bábilóni Biblia... Miháel arkangyal
- Tóth Judit: A repülő kastély... Szegényember; Vadász; Morgó hegy
- Szabó Borbála – Varró Dániel: Líra és Epika... Tisztelendő atya; Katona

## Rendezéseiből
- Trencsényi-Waldapfel Imre – Giovannini Kornél Neoptolemosz (Vojtina Bábszínház)
- Giovannini Kornél – Megyeri Béla – Szabó Tibor: Az oroszlán és az egér (Vojtina Bábszínház)
- Giovannini Kornél: Krokik (Vojtina Bábszínház)
- Giovannini Kornél: Árgyélus királyfi (Vojtina Bábszínház)
- Giovannini Kornél: Mátyás mesék (Vojtina Bábszínház)
- Arany János: Toldi (Vojtina Bábszínház)
- Arany János: Buda halála (Sáfár Együttes)
- Petőfi Sándor: János vitéz (Sáfár Együttes)
- Fésűs Éva – Gebora György: A csodálatos nyúlcipő
- Grimm fivérek: Hófehérke és a hét törpe
- Lyman Frank Baum: Óz, a csodák csodája (Vaskakas Bábszínház)
- Árgyélus királyfi és Tündérszép Ilona (Vaskakas Bábszínház)
- Giovannini Kornél – Fazekas Mihály: Lúdas Matyi (Bóbita Bábszínház)
- Mesecsokor (Bóbita Bábszínház)

## Bemutatott műveiből
- Trencsényi-Waldapfel Imre – Giovannini Kornél: Neoptolemosz
- Giovannini Kornél: Árgyélus királyfi és Tündérszép Ilona
- Giovannini Kornél – Fazekas Mihály: Lúdas Matyi
- Giovannini Kornél – Kormos István: Vackor mackó
- Giovannini Kornél – Megyeri Béla – Szabó Tibor: Az oroszlán és az egér

## Filmek, tv
- Árgyílus királyfi és Tündér Ilona (1985)
- Csillagvitéz (1987)
- Dörmögőék kalandjai (sorozat)

–  A madárijesztő című rész (1987)
–  Cirkusz a kertben című rész (1987)

## Kiállításaiból
- Pécs (1992)
- Szombathely (1994)
- Víztorony Galéria (1996; 1997)
- Magyarok Háza (1997)
- Kelenvölgyi Közösségi Ház (2003)

## Könyvei
- Bábjátékok – színjátékok (Ichthüsz könyvek,  Evangéliumi Ichthys–Cserkész Alapítvány, 1983) ISBN 9630458543
- Kövess engem! – Bibliai jelenetek (Kálvin János Kiadó, 1995) ISBN 9633006155
- Bábjátszatás (Logos Grafikai Műhely 2001)
- Ubul él és él Elek – Keresztény Bábszínház (Hungarovox Bt., 2010) ISBN 9786155079047
- Káderőrség – Bábszatírák (Hungarovox Bt., 2011) ISBN 9786155079306
- Takaroska – Bábszínpadi mesék (Hungarovox Bt., 2011) ISBN 9786155079436
- Játék van Budában – Arany bábszínpad (Hungarovox Bt., 2011) ISBN 9786155079726
- Mert van a világnak atyja – Irodalmi bábszínpad (Hungarovox Bt., 2012) ISBN 9786155079788
- Répa Rozi – Irkafirka (Hungarovox Bt., 2011) ISBN 9786155079931 (a szerző grafikáival
- Lúdas, Vojtina – Debreceni Bábszínpad (Hungarovox Bt., 2014) ISBN 9786155351495
- Mímeseknek, bábosoknak – Számadás Színpad (Hungarovox Bt., 2015) ISBN 9786155351181
- Kincsecském, kiskecském – Valólátó Bábszínpad (Hungarovox Bt., 2015) ISBN 9786155562259
- Bóbita, Sáfár, Tornác – Leltár Színpad (Hungarovox Bt., 2015) ISBN 9786155351938
- Vérrel és vassal – Szeminárium Színpad (Hungarovox Bt., 2016) ISBN 9786155562327
- Szemtanú – Jókai Színpad (Hungarovox Bt., 2016) ISBN 9786155562655
- János I/17 – Bábjátékos bibliaóra (Hungarovox Bt., 2017) ISBN 9786155562785
- A tizennyolcadik – Kórszerű Színpad (Hungarovox Bt., 2018) ISBN 9786155743283
- Ima legyen minden lépés – Kálvin téri színpad (Hungarovox Bt., 2018) ISBN 9786155743528
- Intelmek, tanácsok – Útmutató Színpad (Hungarovox Bt., 2018) ISBN 9786155743634
- Adok örömből – Meseszínpad (Hungarovox Bt., 2019) ISBN 9786155743702
- Giovanni – Egyszervolt Színpad (Hungarovox Bt., 2019) ISBN 9789635340125
- A megtartó – Balladaszínpad (Hungarovox Bt., 2020) ISBN 9789635340637

## Díjai
- Blattner Géza-díj (2023)[7]